# Hans Roemer (Mediziner, 1878)
Johannes Paul Günther Roemer (geb. 2. August 1878 in Pfrondorf; gest. 30. November 1947 in Stuttgart), in der Regel Hans Roemer genannt, war ein deutscher Psychiater. Als Direktor der psychiatrischen Anstalt Illenau wandte er sich 1940 gegen die systematischen Krankentötungen der Aktion T4.

## Leben und Wirken

### Ausbildung und Werdegang bis zum Ersten Weltkrieg
Hans Roemer wuchs als Sohn des Pfarrers Julius Friedrich Heinrich Roemer (1846–1926) auf. Nach seinem Abitur am Karls-Gymnasium Stuttgart 1897 leistete Roemer freiwillig vom Oktober 1897 bis April 1898 in Cannstatt eine Militärdienstzeit im Feldartillerie-Regiment König-Karl Nr. 13 ab, ehe er an verschiedenen Universitäten Humanmedizin studierte und 1904 an der Universität Tübingen mit der Dissertation Über histologische Initialveränderungen bei Lungenphthise und ihre Verwertung für die Theorie des Infektionsweges promoviert wurde. Im Anschluss war er als Assistenzarzt an der Heil- und Pflegeanstalt Schussenried, ein Jahr an der Psychiatrischen Klinik der Universität Leipzig und bis zum Beginn des Ersten Weltkriegs an der Nervenheilanstalt Illenau tätig.
Seit Februar 1907 war Roemer mit Hedwig Buschle, der Tochter eines Stuttgarter Möbelfabrikanten, verheiratet. Das Ehepaar hatte zwei Söhne: Hans Günther Eugen, geboren Ende 1907, und Werner Georg Heinrich, geboren im Februar 1909.
Während des gesamten Ersten Weltkriegs war Roemer beim Militär in unterschiedlichen Feld- und Reservelazaretten eingesetzt. Danach leitete er drei Jahre das Sonderlazarett der Heil- und Pflegeanstalt Konstanz.

### Tätigkeit in der Gesundheitsverwaltung und im Verband für psychische Hygiene
1921 wechselte Roemer in die staatliche Gesundheitsverwaltung und wurde Obermedizinalrat im badischen Innenministerium. In dieser Stellung war er acht Jahre lang für die badischen psychiatrischen Anstalten und die psychiatrische Fürsorge zuständig. Während dieser Zeit gründete er zusammen mit dem Gießener Psychiatrie-Professor Robert Sommer und anderen den Deutschen Verband für psychische Hygiene, bei dem er ab 1926 die Funktion des Geschäftsführers innehatte. Dieser Verband richtete seine Arbeit auf die Prävention psychischer Erkrankungen und die ambulante Versorgung von aus der stationären Behandlung entlassenen psychisch kranken Menschen aus. Zusammen mit dem Direktor der Heil- und Pflegeanstalt Erlangen Gustav Kolb und dessen Oberarzt Valentin Faltlhauser veröffentlichte Roemer 1927 das Standardwerk Die offene Fürsorge in der Psychiatrie und ihren Grenzgebieten. Laut dem Medizinhistoriker Volker Roelcke ist dieses Werk ein „in der Zeit der Weimarer Republik innovatives Reformkonzept“, dessen Untertitel Ratgeber für Ärzte, Sozialhygieniker, Nationalökonomen, Verwaltungsbeamte sowie Organe der öffentlichen und privaten Fürsorge die programmatische Richtung zeigt. Roemer selbst gehörte zu den „Protagonisten einer zunehmend auf die Eugenik ausgerichteten Präventionsprogrammatik“, so dass er folgerichtig 1933 eine systematische Umsetzung des nationalsozialistischen Sterilisationsgesetzes zur Verhütung der Fortpflanzung angeblich erbbiologisch minderwertiger und unproduktiver „Ballastexistenzen“, sogenannter „Asozialer“ und „Schwachsinniger“ propagierte. Er trat 1933 in die NSDAP ein.

### Haltung als Leiter der Anstalt Illenau zu Krankentötungen der Aktion T4
1929 wechselte Roemer von seiner Behördenposition zurück in die klinische Psychiatrie und übernahm bis zu seiner Pensionierung 1940/41 die Leitung der psychiatrischen Heil- und Pflegeanstalt Illenau. Im Dezember 1939 wurde ihm vom badischen Medizinalrat Ludwig Sprauer mitgeteilt, dass auf Grundlage eines „Führerbefehls“, der sogenannten Aktion T4, Patienten der Anstalt getötet werden sollten. Dagegen wandte sich Roemer, indem er Sprauer seine ablehnende Haltung zum Ausdruck brachte und vergeblich versuchte, Ernst Rüdin und andere für eine gemeinsame Ablehnungsfront zu gewinnen. Roemer meldete sich krank und versuchte nach seiner Rückkehr in den Dienst Ende April 1940 noch einmal, Sprauer umzustimmen. Es war erneut erfolglos, so dass es am 18. Mai tatsächlich zum Abtransport von 75 Patienten zur NS-Tötungsanstalt Schloss Grafeneck kam. Einige Tage später trug Roemer die Gründe für seine ablehnende Haltung mündlich vor, wurde aber von Sprauer aufgefordert, seine Gründe schriftlich einzureichen. In einer entsprechenden zwölfseitigen Denkschrift vom 11. Juni 1940 kam Roemer dieser Aufforderung nach und legte eine vielschichtige Argumentation vor. Diese reichte vom Vertrauensverlust der zurückbleibenden Patienten bis zum Motivationsverlust und der psychischen Belastung für das Anstaltspersonal. Zudem kämen bei einer solchen Praxis auch wichtige wissenschaftliche Ansätze, z. B. zur Erprobung somatischer Therapien in unterschiedlichen Stadien psychischer Erkrankungen, zum Erliegen. Außerdem machte Roemer schon in der Einleitung deutlich, dass seine Denkschrift an die zuständigen Reichsbehörden weitergeleitet werden sollte. Doch am 18. Juni forderte Sprauer die Bereitstellung weiterer 80 Patienten zum Transport, Roemer meldete sich nun unbefristet krank und beantragte im Oktober 1940 die vorzeitige Versetzung in den Ruhestand, die anstandslos genehmigt wurde. Sanktionen erfuhr Roemer vom NS-Regime für seine Haltung nicht.
In der Forschungsliteratur vor Anna Pletzkos Dissertation zu Hans Roemer 2011 und Volker Roelckes einschlägigem Aufsatz 2013 findet man vereinzelte, überwiegend positive Wertungen zu Roemers Haltung zur Euthanasie im Nationalsozialismus. Hans-Walter Schmuhl attestiert Roemer, dass er als Leiter der Anstalt Illenau Widerstand gegen die „Euthanasieaktion“ geleistet habe. In seiner Darstellung zur Geschichte der Anstalt Illenau von 1842–1940 beschreibt der Historiker Gerhard Lötsch Roemers Handlungen gegen die Euthanasie vom Zeitpunkt der Bekanntgabe der „planwirtschaftlichen Maßnahmen“ bis hin zu dessen Pensionierung als durchweg widerständische Haltung. Ernst Klee hingegen sieht einen Widerspruch zwischen Roemers Nachkriegsaussagen, er habe die Euthanasie abgelehnt, und dem Umstand, dass er schon im November/Dezember 1939 über den bevorstehende Krankenmord informiert wurde. Auch sei sein Umgang mit Sprauer allzu vertraut gewesen.
Anna Pletzko betont, dass Roemers Aussagen, wie er sich der bevorstehenden Euthanasie widersetzte, dokumentiert etwa im September 1947 im Gerichtsverfahren gegen seinen Nachfolger als Leiter der Anstalt Illenau, Arthur Schreck, vor dem badischen Landesgericht, mit den bekannten Daten zur „Realgeschichte“ der Euthanasie vor 1945 übereinstimmen. Volker Roelcke, der auch Pletzkos Dissertation betreut hat, resümiert, Roemer sei ein Beispiel dafür, dass selbst überzeugte Eugeniker und ursprüngliche Befürworter der nationalsozialistischen Gesundheits- und Sozialpolitik, die keine generellen Regimegegner waren, ihrem Gewissen folgen und sich gegen die Krankentötungen wenden konnten. Möglicherweise habe Roemers ablehnende Haltung dazu beigetragen, dass die psychiatrische Anstalt Illenau mit 39 % Todesopfern die geringste Todesquote unter den vergleichbaren badischen Anstalten gehabt habe. Roemer habe seine Ablehnung nicht nur schriftlich an die zuständigen Behörden gerichtet und versucht, die Deportationen in den Tod zu verhindern, sondern zuletzt durch Krankschreibung und vorzeitigen Ruhestand deutlich gemacht, „dass er nicht mehr Teil eines institutionellen Apparats sein wollte, in dem Hilfsbedürftige aus Gründen einer ökonomischen Realität getötet werden.“

### Letzte Jahre und Tod 1947
Nach seiner Pensionierung arbeitete Roemer in geringem Umfang an der privaten Anstalt Christophsbad in Göppingen. In einem Entnazifizierungsverfahren durch die französischen Militärbehörden wurde er 1947 als „Mitläufer“ eingestuft. Am 22. September 1947 sagte Roemer umfänglich im Strafverfahren gegen seinen Nachfolger als Direktor der Anstalt Illenau Arthur Schreck „wegen Verbrechen gegen die Menschlichkeit“ vor dem badischen Landesgericht in Freiburg aus. Roemer starb noch im gleichen Jahr, nachdem er einen Schlaganfall erlitten hatte.

## Schriften (Auswahl)
Hinweis: Vollständiges Schriftenverzeichnis in der Dissertation von Anna Pletzko
- Hans Roemer, Gustav Kolb, Valentin Faltlhauser: Die offene Fürsorge in der Psychiatrie und ihren Grenzgebieten. Ein Ratgeber für Ärzte, Sozialhygieniker, Nationalökonomen, Verwaltungsbeamte sowie Organe der öffentlichen und privaten Fürsorge. Julius Springer Verlag, Berlin 1927.
- als Hrsg.: Bericht über die erste Deutsche Tagung für psychische Hygiene in Hamburg am 20. September 1928 (= Veröffentlichungen des Deutschen Verbandes für psychische Hygiene). Walter de Gruyter & Co., Berlin 1929.
- als Hrsg. mit Ernst Rüdin, Robert Sommer, Wilhelm Weygandt und Paul Nitsche: Zeitschrift für psychische Hygiene. Offizielles Organ des Deutschen Verbandes für psychische Hygiene und Rassenhygiene und des Verbandes Deutscher Hilfsvereine für Geisteskranke. Unter Mitwirkung des Herausgebers der Allgemeinen Zeitschrift für Psychiatrie Georg Ilberg. Band 1–8. Walter de Gruyter & Co., Berlin 1928–1935.
- als Hrsg. mit Oswald Bumke, Gustav Kolb und Eugen Kahn: Handwörterbuch der psychischen Hygiene und der psychiatrischen Fürsorge. Walter de Gruyter & Co., Berlin 1930.
- als Hrsg. mit C. Ackermann, M. Fischer und J. Herting: Die deutschen Hilfsvereine für Geisteskranke, ihre Entstehung und ihr gegenwärtiger Stand. Walter de Gruyter & Co., Berlin 1930.
- Zwanzig Jahre Mental Hygiene in Nordamerika. In: Zeitschrift für psychische Hygiene 3 (1930), Heft 1, S. 1–8.
- Bericht über die Zweite Deutsche Tagung für psychische Hygiene in Bonn am 21. Mai 1932 mit dem Hauptthema: Die eugenischen Aufgaben der psychischen Hygiene (= Veröffentlichungen des Deutschen Verbandes für psychische Hygiene). Im Auftrag des Vorstandes des Deutschen Verbandes für psychische Hygiene herausgegeben, Walter de Gruyter & Co., Berlin 1932.
- Die eugenischen Aufgaben der praktischen Psychiatrie. In: Zeitschrift für psychische Hygiene 6 (1933), Heft 4, S. 97–115.
- Die Durchführung und weitere Ausgestaltung des Sterilisierungsgesetzes. In: Zeitschrift für psychische Hygiene 8 (1935), Heft 5, S. 131–141.